# جاسوسی که دوستم داشت (فیلم)
جاسوسی که دوستم داشت (به انگلیسی: The Spy Who Loved Me) فیلمی در گونهٔ جاسوسی و محصول سال ۱۹۷۷ میلادی است که توسط شرکت ایون پروداکشنز تهیه شد. در این فیلم که دهمین قسمت از مجموعهٔ فیلم‌های جیمز باند محسوب می‌شود، راجر مور سومین حضور خود را در نقش جیمز باند و لوئیس گیلبرت دومین حضور خود را در مقام کارگردان این مجموعه تجربه کرد. باربارا باک و کورد یورگنس نیز دیگر نقش‌های اصلی این فیلم را ایفا کرده‌اند. فیلمنامهٔ این اثر توسط کریستوفر وود و ریچارد می‌بام نوشته شد و تام منکویتس نیز آن را به‌صورت غیررسمی بازنویسی کرد. 
عنوان این فیلم برگرفته از رمانی است به همین نام نوشتهٔ ایان فلمینگ؛ که دهمین اثر از مجموعهٔ داستان‌های جیمز باند به‌شمار می‌رود و در سال ۱۹۶۲ منتشر شد. با این حال، داستان فیلم هیچ‌گونه ارتباطی با محتوای رمان ندارد. داستان فیلم دربارهٔ یک میلیاردر منزوی و جاه‌طلب به نام کارل استرومبرگ است که قصد دارد جهان را نابود کرده و تمدنی جدید در اعماق دریا بنا کند. جیمز باند برای مقابله با این تهدید، با همتای خود در شوروی با نام آنیا آماسووا همکاری می‌کند؛ در حالی که به‌طور هم‌زمان توسط دست‌نشانده قدرتمند و خطرناک استرومبرگ، با لقب جاوز، تحت تعقیب قرار دارد. 
روند فیلم‌برداری جاسوسی که دوستم داشت طی ماه‌های اوت تا دسامبر سال ۱۹۷۶ میلادی و در اماکن مختلفی انجام شد؛ از جمله کشور مصر (قاهره و اقصر) و کشور ایتالیا (کاستا اسمرالدا در ساردینیا). صحنه‌های زیر آب نیز در کشور باهاما (ناسائو) ضبط شدند و در استودیوی پاین‌وود نیز یک صحنه‌سازی عظیم برای بازسازی فضای داخلی ابرنفت‌کش ساخته شد. 
فیلم جاسوسی که دوستم داشت با استقبال منتقدان روبه‌رو شد. بسیاری آن را بازگشتی موفق برای مجموعهٔ جیمز باند دانسته و نقش‌آفرینی راجر مور را تحسین کردند. مور نیز بعداً این فیلم را محبوب‌ترین اثر خود در دوران ایفای نقش جیمز باند معرفی کرد. موسیقی متن فیلم نیز که توسط ماروین هملیش ساخته شده بود، با موفقیت همراه شد. فیلم جاسوسی که دوستم داشت علاوه بر نامزدی در جشنواره‌های معتبر، نامزد دریافت جایزه اسکار در سه رشته مختلف شد. کریستوفر وود نیز در سال ۱۹۷۷ میلادی، با اقتباس از این فیلم، رمانی با عنوان جیمز باند، جاسوسی که دوستم داشت به رشته تحریر درآورد. یازدهمین قسمت از مجموعهٔ فیلم‌های جیمز باند که پس از فیلم جاسوسی که دوستم داشت و در سال ۱۹۷۹ تولید شد، مون‌ریکر نام دارد.

## خلاصه داستان
یک زیردریایی موشک بالستیک بریتانیایی و شوروی ناگهان ناپدید می‌شوند. جیمز باند - مأمور MI6 007 - برای تحقیق احضار شد. باند در راه جلسه توجیهی خود از کمین یک جوخه مأموران شوروی در اتریش می‌گریزد و یکی را در جریان تعقیب و گریز اسکی در سراشیبی کشته و از بقیه فرار می‌کند. طرح‌های سیستم ردیابی زیردریایی بسیار پیشرفته در مصر ارائه می‌شود. در آنجا، باند با سرگرد آنیا آماسوا - مأمور KGB Triple X - به عنوان رقیب برای برنامه‌های میکروفیلم روبرو می‌شود. آنها با هم در سراسر مصر سفر می‌کنند و در طول راه با آرواره‌ها - یک قاتل بلندقد با دندان‌های فولادی تیغ تیز - روبرو می‌شوند. باند و آماسوا با اکراه پس از توافق آتش‌بس توسط مافوقان بریتانیایی و شوروی مربوطه به یکدیگر می‌پیوندند. آنها شواهدی را کشف می‌کنند که این برنامه‌ها را با کارل استرومبرگ، دانشمند و سرمایه‌دار کشتیرانی مرتبط می‌کند.
باند در حالی که با قطار به پایگاه استرومبرگ در ساردینیا سفر می‌کند، آماسوا را از دست آرواره‌ها نجات می‌دهد و رقابت سرد آنها به محبت تبدیل می‌شود. آنها که خود را به عنوان یک زیست‌شناس دریایی و همسرش نشان می‌دهند، از پایگاه استرومبرگ بازدید می‌کنند و متوجه می‌شوند که او یک ابر نفتکش مرموز جدید به نام لیپاروس را نه ماه قبل به فضا پرتاب کرده‌است. همان‌طور که آنها پایگاه را ترک می‌کنند، یک سرسپردگی سوار بر موتور سیکلت با ماشین کناری موشک، آرواره‌ها در ماشین، و نائومی، دستیار/خلبان استرومبرگ در یک هلیکوپتر تهاجمی، آنها را تعقیب می‌کنند، اما باند و آماسوا وقتی ماشینش - یک لوتوس - از زیر آب فرار می‌کنند. Esprit از Q Branch - تبدیل به زیردریایی می‌شود. آرواره‌ها از یک تصادف ماشین جان سالم به در می‌برند و نائومی زمانی کشته می‌شود که باند یک موشک هوای دریایی از ماشینش شلیک می‌کند که هلیکوپتر او را نابود می‌کند. هنگام بررسی پایگاه آتلانتیس زیر آب استرومبرگ، این زوج تأیید می‌کنند که او سیستم ردیابی زیردریایی را اجرا می‌کند و از حمله گروهی از زیردریایی‌های کوچک استرومبرگ فرار می‌کند. باند در بازگشت به خشکی متوجه می‌شود که لیپاروس هرگز از هیچ بندر یا بندر شناخته شده‌ای بازدید نکرده‌است. آماسوا متوجه می‌شود که باند معشوقش سرگئی بارسوف را کشته‌است (همان‌طور که در ابتدای فیلم نشان داده شده‌است) و او عهد می‌کند که به محض اتمام مأموریت باند را بکشد.
باند و آماسووا برای بررسی لیپاروس سوار یک زیردریایی آمریکایی به نام USS Wayne می‌شوند، اما زیردریایی توسط نفتکش دستگیر می‌شود که مشخص می‌شود یک اسکله زیردریایی شناور است. استرومبرگ طرح خود را به حرکت درمی‌آورد: پرتاب همزمان موشک‌های هسته ای از زیردریایی‌های دستگیر شده بریتانیا و شوروی برای محو مسکو و شهر نیویورک. این یک جنگ هسته ای جهانی را آغاز می‌کند که استرومبرگ در آتلانتیس زنده می‌ماند و متعاقباً یک تمدن جدید در زیر آب ایجاد می‌شود. او با آماسووا عازم آتلانتیس می‌شود، اما باند می‌گریزد و ملوانان انگلیسی، روسی و آمریکایی اسیر شده را آزاد می‌کند. آن‌ها با خدمه لیپاروس می‌جنگند و در نهایت به اتاق کنترل نفوذ می‌کنند، اما از کاپیتان در حال مرگ لیپاروس یادمی‌گیرند که زیردریایی‌های بریتانیایی و شوروی آماده شلیک موشک‌هایشان تنها در چند دقیقه هستند. باند زیردریایی‌ها را فریب می‌دهد تا به سمت یکدیگر بمب‌های هسته‌ای شلیک کنند و زیردریایی‌ها و خدمه استرومبرگ را نابود کنند. زیردریایی‌های پیروز از غرق شدن لیپاروس با زیردریایی آمریکایی فرار می‌کنند.
پنتاگون به وین دستور داده‌است که آتلانتیس را نابود کند اما باند اصرار دارد ابتدا آماسوا را نجات دهد. او با استرومبرگ روبرو می‌شود و او را می‌کشد اما دوباره با آرواره‌ها روبرو می‌شود که آنها را در یک مخزن کوسه می‌اندازد. با این حال، آرواره‌ها کوسه ببر را می‌کشد و فرار می‌کند. باند و آماسوا در یک غلاف فرار فرار می‌کنند زیرا آتلانتیس توسط اژدرها غرق می‌شود. آماسووا اسلحه باند را برمی‌دارد و به سمت او نشانه می‌رود، اما بعد تصمیم می‌گیرد که او را نکشد و آن دو در آغوش می‌گیرند.

## بازیگران
- راجر مور در نقش جیمز باند، مأمور بریتانیایی MI6 007، مأمور تحقیق دربارهٔ سرقت دو زیردریایی شد.

باربارا باک در نقش آنیا آماسوا، مأمور KGB شوروی XXX نیز در حال تحقیق در مورد این سرقت است.
کورد یورگنس در نقش کارل استرومبرگ، یک مرد بزرگ که قصد دارد جنگ جهانی سوم را آغاز کند و جهان را نابود کند، سپس تمدن جدیدی را در زیر آب بازسازی کند
ریچارد کیل در نقش آرواره‌ها، به‌ظاهر فاسد ناپذیر استرومبرگ، که به غول‌گرایی مبتلا شده و مجموعه‌ای از دندان‌های فلزی دارد.
کارولین مونرو در نقش نائومی، خلبان شخصی استرومبرگ و یک قاتل بالقوه.
جفری کین در نقش سر فردریک گری (معتبر به عنوان وزیر دفاع). کین این نقش را در پنج فیلم دیگر باند تکرار خواهد کرد.
ادوارد دو سوزا در نقش شیخ حسین، شیخ عرب و دوست قدیمی باند. آنها دانشجوی دانشگاه کمبریج بودند
جورج بیکر در نقش کاپیتان بنسون، افسر نیروی دریایی بریتانیا مستقر در پایگاه دریایی فاسلان نیروی دریایی سلطنتی در اسکاتلند.
لوئیس ماکسول در نقش خانم مانی پنی، منشی ام.
والتر گوتل در نقش ژنرال گوگول، رئیس KGB و رئیس آماسوا.
ورنون دابچف در نقش مکس کالبا، مالک کلوپ شبانه مصری و مهاجم بازار سیاه که میکروفیلم را در اختیار دارد و تلاش می‌کند باند و آماسوا را تشویق کند تا برای آن پیشنهاد بدهند.
دزموند لولین به عنوان کیو، رئیس تحقیق و توسعه MI6. او وسایل نقلیه و وسایل بی نظیری را برای باند تأمین می‌کند. آماسوا از او به عنوان سرگرد بوتروید یاد می‌کند.
مایکل بیلینگتون در نقش سرگئی بارسوف، مأمور روسی و معشوقه آنیا آماسوا. بیلینگتون قبلاً برای نقش باند تست فیلم داده بود.
برنارد لی در نقش ام، رئیس MI6.
شین ریمر در نقش فرمانده کارتر، افسر فرمانده USS Wayne.
برایان مارشال در نقش فرمانده تالبوت، افسر فرماندهی HMS Ranger.
ندیم ساوالها در نقش عزیز فکش، میانجی در ردپای میکروفیلم دزدیده شده.
رابرت براون در نقش دریاسالار هارگریوز، یکی از مقامات نیروی دریایی سلطنتی بریتانیا.

## جوایز
- کاندیدای اسکار بهترین موسیقی متن
- کاندیدای اسکار بهترین موسیقی
- کاندیدای اسکار بهترین طراحی هنری